# Scott Farrar
Scott Farrar (* 1950) ist ein US-amerikanischer Spezialist für Visuelle Effekte.

## Leben
Farrer studierte an der Filmschule der University of California in Los Angeles, wo er 1972 einen Abschluss als Bachelor of Arts machte. Nach einem Aufbaustudium an derselben Universität schloss er im Jahr 1975 den Master of Fine Arts ab. Danach arbeitete er als freier Kameramann für Werbefilme. 1977 war er für den Film Foes und 1979 für Star Trek: Der Film erstmals für die fotografischen Spezialeffekte zuständig. 1980 sagte ihm ein Freund, der bei Industrial Light & Magic arbeitete, dass sie jemand benötigten, der sich mit Visuellen Effekten, aber auch mit der Fotografie am Set auskennt. Daraufhin unterschrieb er einen Vertrag für sieben Monate für den Film Star Trek II: Der Zorn des Khan. Er entschied sich nach dem Film allerdings, bei Industrial Light & Magic zu bleiben. In den darauffolgenden Jahren folgten Filme wie Die Rückkehr der Jedi-Ritter, Star Trek III: Auf der Suche nach Mr. Spock, Starman und 1985 Cocoon, für die er jeweils als Spezialeffekt-Kameramann tätig war. Für Cocoon erhielt er zusammen mit Ken Ralston, Ralph McQuarrie und David Berry den Oscar für beste visuelle Effekte.
1987 arbeitete er an dem Film Willow mit, in dem erstmals die Morphing-Technik verwendet wurde. 1988 folgten Falsches Spiel mit Roger Rabbit und Cocoon II – Die Rückkehr, in dem er erstmals als verantwortlich für die visuellen Effekte war. In dieser Funktion folgten Filme wie Zurück in die Zukunft II, Zurück in die Zukunft III, Star Trek VI: Das unentdeckte Land und Backdraft – Männer, die durchs Feuer gehen, für den er für den Oscar für beste visuelle Effekte nominiert war. Seine dritte Nominierung erhielt er 2001 für A.I. – Künstliche Intelligenz, allerdings gewann in diesem Jahr Der Herr der Ringe: Die Gefährten. Es folgten 2006 eine Nominierung für Die Chroniken von Narnia: Der König von Narnia, 2008 für Transformers und 2012 für Transformers 3. Allerdings erhielt er den Preis in keinem dieser Fälle.

## Filmografie
- 1979: Foes
- 1979: Star Trek: Der Film (Star Trek: The Motion Picture)
- 1982: Star Trek II: Der Zorn des Khan (Star Trek: The Wrath of Khan)
- 1983: Die Rückkehr der Jedi-Ritter (Star Wars: Episode VI – Return of the Jedi)
- 1984: Star Trek III: Auf der Suche nach Mr. Spock (Star Trek III: The Search for Spock)
- 1984: Starman
- 1985: Das Geheimnis des verborgenen Tempels (Young Sherlock Holmes)
- 1985: Zurück in die Zukunft (Back to the Future)
- 1985: Cocoon
- 1986: Auf der Suche nach dem goldenen Kind (The Golden Child)
- 1997: Star Tours
- 1988: Falsches Spiel mit Roger Rabbit (Who Framed Roger Rabbit)
- 1998: Willow
- 1988: Cocoon II – Die Rückkehr (Cocoon: The Return)
- 1989: Zurück in die Zukunft II (Back to the Future Part II)
- 1990: Zurück in die Zukunft III (Back to the Future Part III)
- 1991: Star Trek VI: Das unentdeckte Land (Star Trek VI: The Undiscovered Country)
- 1991: Backdraft – Männer, die durchs Feuer gehen (Backdraft)
- 1993: Jurassic Park
- 1994: Wolf – Das Tier im Manne (Wolf)
- 1995: Congo
- 1995: Casper
- 1996: Daylight
- 1997: Men in Black
- 1997: Amistad
- 1998: Deep Impact
- 1999: Das Geisterschloss (The Haunting)
- 1999: Star Wars: Episode I – Die dunkle Bedrohung (Star Wars: Episode I – The Phantom Menace)
- 1999: Die Mumie (The Mummy)
- 2000: Space Cowboys
- 2001: A.I. – Künstliche Intelligenz (Artificial Intelligence: AI)
- 2002: Minority Report
- 2003: Peter Pan
- 2003: Tränen der Sonne (Tears of the Sun)
- 2004: Lemony Snicket – Rätselhafte Ereignisse (Lemony Snicket's A Series of Unfortunate Events)
- 2005: xXx 2 – The Next Level (xXx: State of the Union)
- 2005: Der Babynator (The Pacifier)
- 2005: Rent
- 2005: Die Chroniken von Narnia: Der König von Narnia (The Chronicles of Narnia: The Lion, the Witch and the Wardrobe)
- 2007: Transformers
- 2009: Transformers – Die Rache (Transformers: Revenge of the Fallen)
- 2011: Transformers 3 (Transformers: Dark of the Moon)
- 2012: Die Tribute von Panem – The Hunger Games (The Hunger Games)